# Maricela Ayala Falcón
Maricela Ayala Falcón Fue una historiadora, catedrática e investigadora mexicana. Se especializó en la epigrafía de la escritura maya, destacando su labor de investigación de la zona arqueológica de Toniná.
 

## Epigrafista e historiadora
En 1965  inició su contacto con los jeroglíficos mayas colaborando como ayudante de investigador en la Comisión para el Estudio de la Escritura Maya, posteriormente lo hizo en el Seminario de Escritura Maya y en el Centro de Estudios Mayas que depende desde 1974 del Instituto de Investigaciones Filológicas de la Universidad Nacional Autónoma de México (UNAM) y el cual ha llegado a ser directora.
En 1978 obtuvo su licenciatura en Historia en la Facultad de Filosofía y Letras de la UNAM con la tesis El año de 260 días en Mesoamérica: su origen y funcionamiento.  Tiempo después, realizó una maestría de Historia en la misma UNAM. Cursó un  doctorado de Filosofía en la Universidad de Texas en Austin obteniendo su título en 1994 con la tesis  The History of Toniná through its inscriptions.

## Investigación y docencia
Ha realizado estudios sobre los códices mayas (Dresde, Madrid y París), sobre la estela 39 de Tikal y especialmente de las inscripciones de Toniná, tema sobre el cual impartió una conferencia magistral durante el III Congreso Internacional de Mayistas en Chetumal en 1995. Logró descifrar los nombres de los principales gobernantes de Toniná, sus fechas de nacimiento y entronización. Fue discípula de Linda Schele.
Desde 1990, es miembro del proyecto “La pintura mural prehispánica en México” del Instituto de Investigaciones Estéticas de la UNAM, para el cual ha colaborado con labores de investigación en Uaxactún. Ha colaborado en la interpretación de las inscripciones de la zona arqueológica de Palenque.
Desde 1983 ha impartido cursos de Epigrafía en la Facultad de Antropología de la Universidad Veracruzana en Xalapa y en el Colegio de Historia de la Facultad de Filosofía y Letras de la UNAM desde 1990.

## Obras publicadas
- El fonetismo en la escritura maya, en 1985.
- Olmecas y mayas en Tabasco: cinco acercamientos, coautora, en 1985.
- El bulto ritual de mundo perdido, Tikal en 2002.